# Æres-Bodil
Æres-Bodil er en ærespris ved den årlige Bodilprisuddeling, som uddeles af foreningen Danske Filmkritikere. Prisen uddeles til enkelte eller flere personer, samt institutioner og øvrige, som har ydet en ekstraordinær indsats eller udført et imponerende livsværk. Foreningen er ikke pålagt at skulle uddele prisen hvert år, og sidste gang prisen ikke blev uddelt var i 1996.

## 1940'erne
- 1949 Fotograf Annelise Reenberg for sit arbejde på filmen Kristinus Bergman. [2]

## 1950'erne
- 1950 -

- 1951 H.C. Hansen – for at nedsætte filmskatterne.
- 1952 -
- 1953 Kjeld Arnholtz – for fotografering af Kriminalsagen Tove Andersen
- 1954 -
- 1955 -
- 1956 -
- 1957 -
- 1958 Sven Gyldmark – for musikken til Bundfald
- 1959 Charles Chaplin

## 1960'erne
- 1960 Henning Bendtsen – for fotografering af Paw
- 1961 Dirch Passer – fordi han “med et stort talent har ladet sig misbruge af danske producenter og i håb om, at han snart må få en rolle, der svarer til hans talent”
- 1962 -
- 1963 -
- 1964 Henning Kristiansen – for fotografering af Hvad med os? og Selvmordsskole
- 1965 -
- 1966 Thorvald Larsen – for sin fremragende måde at lede Alexandra-Biografen på
- 1967 Peter Refn – for Carltons gode repertoire
- 1968 Ove Brusendorff – for import af Rays indiske mesterværk Sangen om vejen
- 1969 Peter Refn – for sine opslagsværker Filmens Hvem Hvad Hvor

## 1970'erne
- 1970 Henning Camre for fotograferingen af Giv Gud en chance om søndagen
- 1971 Carsten Behrendt-Poulsen – for fotografering af Lenin, din gavtyv
- 1972 -
- 1973 Henning Bahs – for special effects
- 1974 -
- 1975 -
- 1976 Mikael Salomon – for fotografering
- 1977 Dirk Brüel – for fotografering af flere film
- 1978 Alexander Gruszynski – for fotografering Jenny
- 1979 -

## 1980'erne
- 1980 -
- 1981 -

- 1982 Dan Lausten – for fotografering af Gummi Tarzan
- 1983 Jan Weincke – for fotografering af Kundskabens træ og Zappa
- 1984 Jan Vedersø – for kvalitetsimport af udenlandske film
- 1985 Per Holst – for sit arbejde på Kærne Film
- 1986 Leif Sylvester Petersen – for scenografi på Manden i månen
- 1987 -
- 1988 Jannik Hastrup – for sin samlede produktion
- 1989 -

## 1990'erne
- 1990 -
- 1991 -

- 1992 Ghita Beckendorff – for sit arbejde som klipper
- 1993 Erik Balling
- 1994 Flemming Quist Møller – for sine animationsfilm
- 1995 Niels Vørsel – for sit arbejde som manuskriptforfatter
- 1996 -
- 1997 Bodil Kjer
- 1998 Joachim Holbek – for sit arbejde som komponist
- 1999 Ove Sprogøe

## 2000'erne
- 2000 Marguerite Viby
- 2001 Peter Aalbæk Jensen, Ib Tardini og Vibeke Windeløv – for deres arbejde med Zentropa
- 2002 Morten Piil og Peter Schepelern – for deres bidrag til dansk filmlitteratur
- 2003 Kim Fupz Aakeson, Anders Thomas Jensen og Mogens Rukov – for deres manuskriptarbejde
- 2004 Anders Refn – for sin indsats som instruktør, instruktørassistent, klipper mm.
- 2005 Janus Billeskov Jansen – for sit arbejde som klipper gennem flere årtier
- 2006 Kim Foss og Andreas Steinmann – for deres arbejde med NatFilm Festivalen
- 2007 Helle Virkner
- 2008 Ib Monty, Maguerite Engberg og Niels Jensen – for deres pioner-arbejde inden for filmhistorie, filmvidenskab og filmformidling
- 2009 Jørgen Leth

## 2010'erne
- 2010 Carsten Myllerup, Linda Krogsøe Holmberg og Jens Mikkelsen – for at tage initiativ til den alternative filmskole Super16
- 2011 Henning Moritzen – for præstationerne i sin lange karriere
- 2012 Ghita Nørby – for sin livslange og flotte skuespilskarriere.
- 2013 Bent Fabricius-Bjerre
- 2014 Jesper Langberg
- 2015 Viggo Mortensen – for sin imponerende internationale skuespilskarriere
- 2016 Anna Karina – for sin filmindsats
- 2017 Henning Jensen
- 2018 Lone Scherfig - for sin imponerende instruktørkarriere
- 2019 Arne Bro

## 2020'erne
- 2020 Michael Wikke og Steen Rasmussen
- 2021 De danske biografer - for deres indsats efter et historisk hårdt år med nedlukninger grundet covid-19 pandemien.
- 2022 Susanne Bier - for sin lange og succesfulde karriere som filminstruktør.
- 2023 Erik Clausen
- 2024 Anne Wivel - for sin lange og flotte karriere som dokumentar- og filminstruktør.
- 2025 Lars von Trier - for at være en af de mest originale og betydningsfulde instruktører og manuskriptforfattere i Danmark igennem 5 årtier.[3][4]